# 澤田竹治郎
澤田 竹治郎（さわだ たけじろう、1882年（明治15年）8月2日 - 1973年（昭和48年）3月11日）は、日本の内務官僚、裁判官。行政裁判所長官。最高裁判所判事。岐阜県出身。

## 人物
1909年（明治42年）に東京帝国大学卒業。内務省に入省。福島県属。内務官僚として警察部長などを歴任。1918年（大正7年）5月から行政裁判所評定官をしていたが、1944年（昭和19年）2月に「軍閥はその本分にもとり政治、産業を壟断し、独善専横をきわめ、戦争終結の時期と方法につき無計画・無方針である。大東亜戦も完全にわがほうの負けだ。軍閥が自分勝手な戦争を始めて国民に迷惑をかけるのはけしからん」という趣旨の軍部批判をして東京憲兵隊に陸軍刑法違反で1945年（昭和20年）5月1日に拘束され、同年5月23日に保釈された。東京刑事地裁の禁錮10ヶ月の有罪となるが、上告中に敗戦によって免訴。1946年（昭和21年）4月に行政裁判所長官となるも、間もなく同裁判所が廃止され、その後、臨時法制調査会委員、地方制度調査会委員、公職資格訴願委員会委員長を務めた。
裁判官任命諮問委員会による諮問の結果、1947年（昭和22年）に最高裁判所判事となる。1949年（昭和24年）に行われた最高裁判所裁判官国民審査では不信任率4.01%で歴代最低記録。1952年（昭和27年）8月に退官。退官後は弁護士の傍ら愛知大学教授、憲法学会創設に関わり初代理事長となった。
1958年（昭和33年）3月19日、憲法調査会総会に参考人として出席して、「昔の行政訴訟は職権主義で国費で費用を負担したが、今日は普通の民事訴訟と同じなので、貧乏人ではとうてい国を相手に行政訴訟を起こすことができない」と行政訴訟の問題点を指摘し、また最高裁裁判官に対する国民審査制度について「意味がない」と廃止論を述べた。
1973年（昭和48年）3月11日、胃がんのため東京都中野区の中野総合病院で90歳で死去。墓所は多磨霊園(20-2-37)

## 家族
妻信子は、三菱鉱山社長の藤岡正信の娘で、藤岡佐幾（岩崎弥太郎の妹）の孫。